# Eero Koivistoinen

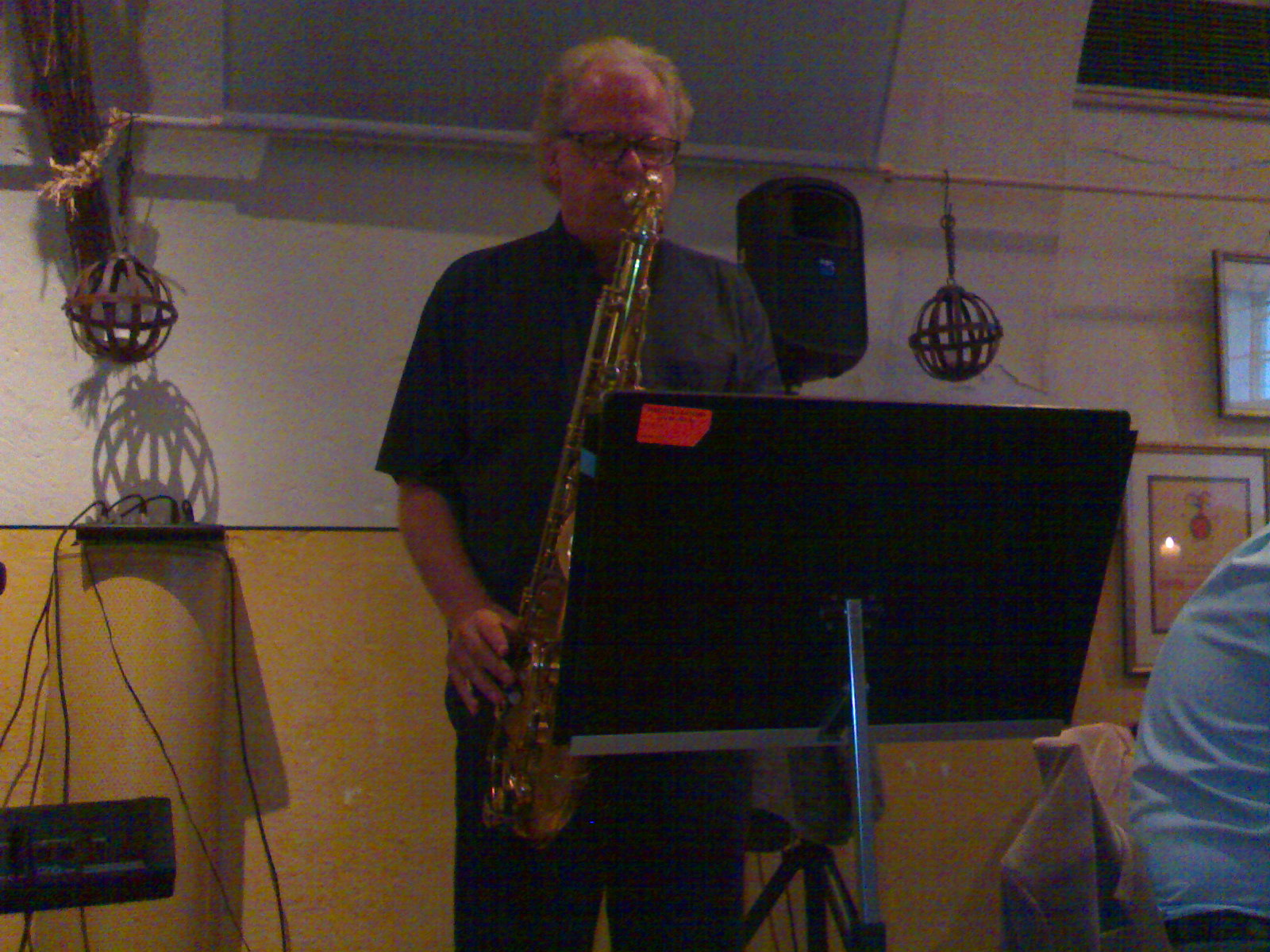
Eero Koivistoinen

Eero Koivistoinen (* 13. Januar 1946 in Helsinki) ist ein finnischer Saxophonist (Tenor-, Sopran- und Sopranino-Saxophon), Komponist, Arrangeur und Bandleader des Modern Jazz.

## Leben und Wirken
Koivistoinen, der in Kotka aufwuchs, spielt als Kind zunächst Violine; im Alter von 16 Jahren wechselte er zum Saxophon und orientierte sich am Jazz. Er begann Mitte der 1960er Jahre seine Musikerkarriere in der finnischen Jazzszene und spielte in Helsinkis Jazzclubs. In dieser Zeit studierte er zunächst Malerei an der Kunsthochschule, dann Musik an der Sibelius-Akademie, Saxophon bei Eero Linnala und Komposition bei Aulis Sallinen.
Koivistoinens Kompositionen wurde im Trio mit Edward Vesala und Pekka Sarmanto bekannt, mit der er die EP Jappa einspielte, die 1967 veröffentlicht wurde; das Trio gehörte zu den ersten Avantgarde- und Free-Jazz-Bands in Finnland. 1967 erhielt Koivistoinen einen Preis der neu gegründeten finnischen Jazz Föderation und wurde Musiker des Jahres.
1967 entstanden Aufnahmen mit der Band Blues Section, die einen von Jimi Hendrix beeinflussten Bluesrock spielten. 1968 erschien das psychedelische Album Valtakunta. 1969 spielt er mit einer eigenen Formation auf dem Montreux Jazz Festival, anschließend auf dem Newport Jazz Festival. Bei RCA erschienen die Alben Wahoo und Third Version, die im Monatsabstand hintereinander aufgenommen wurden.
Anfang der 1970er Jahre betätigte sich Koivistoinen vermehrt als Komponist, studierte Komposition am Berklee College of Music in Boston bei Herb Pomeroy und Joe Viola. Außerdem unterrichtete er seitdem selbst an der Sibelius-Akademie und arbeitete daneben mit seinem Quartett und nahm einige Alben auf. In den 1970ern arbeitete er im Quartett mit Olli Ahvenlahti, Reino Laine und Pekka Pohjola, teilweise mit Jukka Tolonen im Quintett, mit dem er auch in Europa auf Festivals auftrat.
1981 gewann Koivistoinen den Preis für Arrangement der Europäische Rundfunkunion für sein orchestrales Werk Ultima Thule. Seit der Gründung 1975 gehörte er zum UMO Jazz Orchestra. 1983 erschien sein Album Picture In Three Colours, mit dem er auch international bekannt wurde; er spielte dabei mit Jack DeJohnette, John Scofield, Tom Harrell, Jim McNeely und Ron McClure. 1992 arbeitete er erneut mit DeJohnette, Scofield und McClure zusammen, des Weiteren mit Randy Brecker, Conrad Herwig und David Kikoski, um das Album Altered Things aufzunehmen.
In den 1990er Jahren konzentrierte er sich mehr auf das Komponieren und die Leitung größerer Ensembles; Koivistoinen war in dieser Zeit künstlerischer Leiter des UMO und produzierte das UMO-Album Umo Jazz Orchestra für das Naxos Jazz-Label (2013 erschien mit dieser Formation zudem das Album Ville la Valle); außerdem leitete er das Ensemble Electrifying Miles mit Tim Hagans als Gastsolist.
In den 2000er Jahren beschäftigte er sich zudem verstärkt mit afrikanischer Musik. Er nahm das Album Eero Koivistoinen and Senegalese Drums auf und trat mit afrikanischen Musikern auf verschiedenen Jazzfestivals in Finnland und 2003 auf dem Stockholmer Jazz Festival auf. Sein Album Utu (2001) enthielt Arrangements finnischer Folksongs für Jazzquartett; Suomalainen (2003) entstand in der Zusammenarbeit mit der Sängerin Johanna Iivanainen mit einem Repertoire alter und neuer finnischer Lieder.

## Diskografische Hinweise
- Valtakunta (1967)
- Odysseus (1969)
- The Original Sin (Scandia Rec. 1971)
- Wahoo! (Warner, 1972)
- 3rd Version (1973, Porter)
- The Front Is Breaking (Love Records, 1975)
- Labyrinth (Love, 1977)
- Picture in Three Colours (Core Records/Line, 1983)
- Sometime Ago (A Records, 1994)
- Dialog (1995)
- Zone: First Definition (1999)
- Utu (2001)
- Suomalainen (2003)